# 美術設定
美術設定（びじゅつせってい）とは、アニメーション制作の際、製作陣が物語における背景の舞台設定の詳細共有をするために作られる空間をデザインした設定画のことである。
主に作品制作においてシナリオ、キャラクター設定、プロット、シリーズ構成などと同時進行で制作され、その後その設定画を製作陣で共有し、絵コンテや原図が制作される。
「美術デザイン」、「コンセプトアート」と呼ぶ場合もある。